# Питирим (Донденко)
Епископ Питири́м (в миру Алекса́ндр Анато́льевич Донде́нко; род. 17 февраля 1979, Одесса, УССР) — архиерей Русской православной церкви, епископ Джакартский, викарий Сингапурской епархии.

## Биография
Родился 17 февраля 1979 года в Одессе. Крещён в младенчестве в Успенском кафедральном соборе города Одессы.
В 1985—1994 годах обучался в средней школе № 52 города Одессы. В 1994—1998 годах обучался в Одесском техническом колледже, в 2000—2007 годах — в Одесской национальной академии пищевых технологий.
В 2006 году вскоре после создания прихода Успения Пресвятой Богородицы в Сингапуре, стал исполнять на нём административно-хозяйственные послушания. По предложению епископа Сергия (Чашина) решил принять священство.
18 января 2009 года в храме Успения Пресвятой Богородицы во Владивостоке епископом Уссурийским Сергием (Чашиным) рукоположён в сан диакона. 28 августа того же года в храме Успения Пресвятой Богородицы во Владивостоке архиепископом Владивостокским и Приморским Вениамином рукоположён в сан пресвитера. После этого служил старшим священником храма Успения Пресвятой Богородицы в Сингапуре, состоя клириком Владивостокской епархии.
В 2010—2014 годах заочно обучался в Одесской духовной семинарии.
3 июля 2014 году пострижен в малую схиму с наречением имени Питирим в честь святителя Питирима Тамбовского.
В 2014—2017 годах заочно обучался в магистратуре Санкт-Петербургской духовной академии.
15 октября 2018 года решением Священного Синода был направлен в распоряжение управляющего приходами Московского Патриархата в странах Восточной и Юго-Восточной Азии. С образованием 28 декабря 2018 года Патриаршего Экзархата Юго-Восточной Азии, становится секретарём данного экзархата.

### Архиерейство
25 августа 2020 года решением Священного Синода Русской православной церкви избран викарием Сингапурской епархии с титулом «Джакартский».
26 августа того же года в Спасо-Преображенском храме Новоспасского монастыря его наместником митрополитом Воскресенским Дионисием (Порубаем) возведён в сан архимандрита.
28 августа того же года в Тронном зале кафедрального соборного Храма Христа Спасителя состоялось его наречение во епископа.
1 сентября 2020 года в Большом соборе Донского ставропигиального мужского монастыря города Москвы хиротонисан во епископа Джакартского, викария Сингапурской епархии. Хиротонию совершили: Патриарх Кирилл, митрополит Воскресенский Дионисий (Порубай), митрополит Сингапурский и Юго-Восточно-Азиатский Сергий (Чашин), митрополит Ханты-Мансийский и Сургутский Павел (Фокин), митрополит Корсунский и Западноевропейский Антоний (Севрюк), архиепископ Каширский Феогност (Гузиков), архиепископ Корейский Феофан (Ким), епископ Бронницкий Евгений (Кульберг), епископ Сергиево-Посадский Фома (Демчук).
С 13 по 17 ноября 2023 года епископ Джакартский Питирим прошёл обучение на курсах повышения квалификации для новопоставленных архиереев Русской Православной Церкви.